# Beamtendarlehen
Ein Beamtendarlehen ist ein Darlehen das verschiedene Finanzinstitute an Beamte geben. Es handelt sich nicht um ein eigenständiges Produkt. Der Begriff ist nicht geschützt, so dass Anbieter unterschiedlichste Formen von Krediten unter dieser Bezeichnung anbieten.

## Beamte und Angestellte des öffentlichen Dienstes als Kreditnehmer
Bedingt durch die hohe Arbeitsplatzsicherheit ergibt sich bei Beamten und Angestellten des öffentlichen Dienstes ein verringertes Kreditrisiko.
Banken und Versicherungen können deshalb dieser Kundengruppe einen relativ günstigen Zinssatz anbieten.
Der Kreditnehmer muss meist entweder Angestellter im öffentlichen Dienst, Beamter, Polizeibeamter, Lehrer (verbeamtet), Berufssoldat, Richter, Justizbeamter, Postbeamter, Beamter auf Probezeit, Akademiker (verbeamtet) mit einer Festanstellung von mindestens 5 Jahren oder Pensionär sein.

## Ausprägungen und werbliche Nutzung des Begriffs
Grundsätzlich können Darlehen aller Art als Beamtendarlehen bezeichnet werden. In der Praxis werden in Deutschland insbesondere Verbraucherdarlehen als Beamtendarlehen beworben. Hierbei werden vielfach auch relativ lange Kreditlaufzeiten angeboten.
Beamtendarlehen werden oft als endfälliges Darlehen kombiniert mit einer beliehenen Kapitallebensversicherung, welche neu abgeschlossen wird. Diese wird in Höhe der Versicherungssumme beliehen. Dabei werden über die gesamte Laufzeit nur die Zinsen plus die Versicherungsprämien vom Kreditnehmer gezahlt. Getilgt wird das Beamtendarlehen dann am Ende der Laufzeit durch die abgeschlossene Kapitallebensversicherung. Eine eventuelle Überschussbeteiligung aus der Kapitallebensversicherung wird am Ende der Laufzeit an den Kreditnehmer ausgezahlt.